# Ржанкообразные

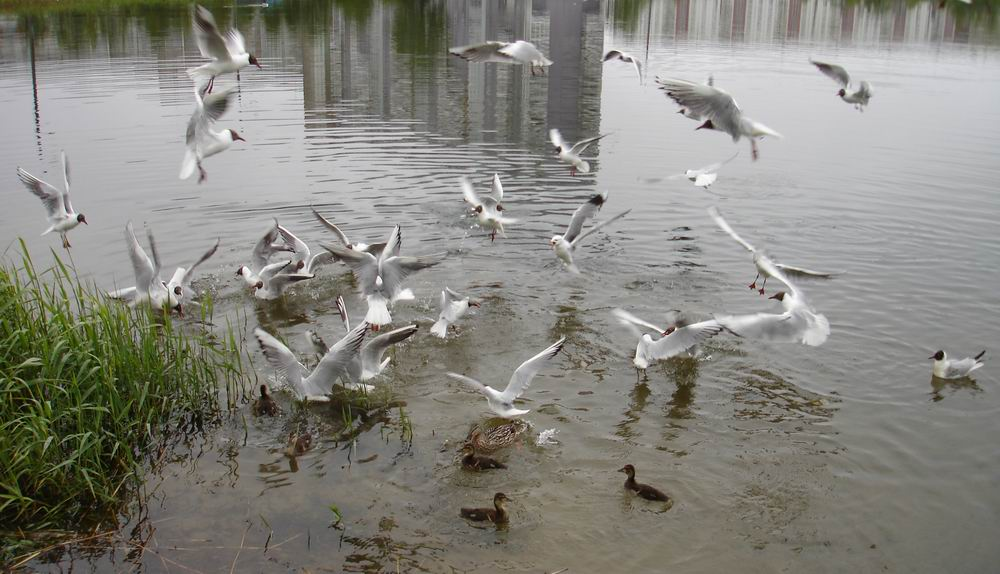
Озеро Чаячье на острове Ягры г. Северодвинск

Ржанкообра́зные (лат. Charadriiformes) — один из самых крупных отрядов водных и околоводных птиц, распространённых во всём мире и значительно различающихся как морфологически, так и по поведенческим характеристикам. Птицы от мелкого до среднего размера, их масса варьирует от 19—30 г у песочника-крошки (Calidris minutilla) до 1,3—2 кг у морской чайки (Larus marinus). Среди них встречаются как колониальные птицы (такие как тиркушковые), так и живущие обособленно (например, улит-отшельник (Tringa solitaria)). Полярная крачка (Sterna paradisaea) мигрирует на расстояние более 28 тыс. км между островами Северного Ледовитого океана и побережьем Антарктиды, тогда как горный дупель (Gallinago solitaria) живёт оседло.

## Общая характеристика
Морфологически отряд довольно разнообразен, хотя имеет и общие анатомические черты. В поведении главным связующим звеном является привязанность к водной среде обитания — морским или внутренним водоёмам. В отличие от многих других птиц, их биоразнообразие от тропиков к умеренным и северным широтам не уменьшается, а наоборот увеличивается, что привело к развитию различных морфологических и поведенческих механизмов, адаптированных к условиям холодного климата. Одним из основных таких механизмов стала осморегуляция, в результате которой контроль выведения воды и солей из организма обеспечивает постоянство осмотического давления крови и другой внутриклеточной жидкости.

### Социальное поведение
Большинство видов живут стаями круглый год либо в определённый его период. Чайковые (Laridae) и чистики (Alcidae) гнездятся большими колониями, размер которых может варьироваться от нескольких сотен до сотен тысяч птиц. К размножающимся колониями можно причислить и другие виды, такие как австралийский ходулочник (Cladorhynchus leucocephalus) из Австралии. Многие перелётные виды птиц, такие как перепончатопалый песочник (Calidris pusilla), мигрируют стаями.

### Размножение
Большинство видов моногамны и во многих случаях сохраняют пару в течение нескольких сезонов. Полиандрия или полигиния встречается у якановых (Jacanidae), плавунчиков (Phalaropus) и некоторых бекасовых. Гнездятся, как правило, один раз в год. Гнездо как таковое либо отсутствует вовсе, либо относительно примитивное. Например, многие береговые птицы, такие как чистики (Alcae), яйца откладывают прямо посреди прибрежных скал без всякой подстилки. Пыжики (Brachyramphus) и некоторые бекасовые (Scolopacidae) устраивают своё гнездо на деревьях либо используют старые гнёзда других птиц, что в целом не характерно для ржанкообразных. Яйца довольно крупные, от одного до четырёх, с окрашенной и пятнистой скорлупой. Инкубационный период длится три и более недель. У большинства видов птенцы выводкового типа и покидают гнездо вскоре после вылупления, однако у некоторых морских птиц, таких как чистики и чайки (Lari), птенцы длительное время остаются в гнезде.

### Питание
Рацион ржанкообразных у разных видов отличается значительно и может включать в себя как растительную, так и животную диету. Многие морские птицы, такие как крачки и чистки, питаются почти исключительно рыбой. Другим немаловажным продуктом питания для большинства ржанкообразных являются водные и наземные насекомые. Значительную часть рациона белых ржанок (Chionidae), обитающих в районах Антарктики, составляют морские водоросли. Семенами растений питаются австралийский странник (Pedionomus torquatus), зобатые бегунки (Thinocorus) и зобатые горные бегунки (Attagis).

## Систематика
Наиболее ранние палеонтологические доказательства появления ржанкообразных птиц относятся к периоду эоцена, около 36 миллионов лет назад. Однако согласно теории, разработанной американскими орнитологами Аланом Федуччи (англ. Alan Feduccia) и Сторрсом Лавджоем Олсоном, наиболее древние ржанкообразные (или «праржанкообразные») появились задолго до этого и были одними из немногих птиц, переживших катастрофические изменения в конце мелового периода. Согласно теории, позднее они дали развитие многим современным околоводным птицам, таким как фламинго, веслоногим и гусеобразным семействам. Среди древних семейств ржанкообразных, широко распространённых в обоих полушариях в поздний меловой и ранний кайнозойский периоды, стоит назвать гракулявидов (Graculavidae) и пресбиорнитидов (Presbiornithidae), которые обладали смесью черт современных уток, куликов, ибисов и других водных птиц.
В современной истории учёные длительное время пытаются разобраться в классификации и родственных связях ржанкообразных на основании морфологических, поведенческих, биохимических и молекулярных особенностей. В 1990 году вышла в свет таксономическая система классификации Сибли — Алквиста, основанная на исследованиях по ДНК-гибридизации. На основании этой системы все ржанкообразные были включены в отряд голенастых, что вызвало споры среди орнитологов. Позднее было признано, что метод ДНК-гибридизации не всегда эффективен при определении наиболее крупных таксономических групп.
В настоящее время большинством учёных признаётся таксономическая структура, которая объединяет всех ржанкообразных по ряду общих признаков, таких как шизогнатическое нёбо, наличие придаточных перьев на гузке; строение копчиковых желёз, нижней гортани и сухожилий на ногах. Обычно отряд разбивают на несколько подотрядов, которые в свою очередь делятся на 16—20 семейств, около 90 родов и 343 различных видов. Согласно ряду исследований, взаимоотношения между подотрядами и семействами выглядят следующим образом:
- Отряд Ржанкообразные (Charadriiformes)
  - Подотряд Scolopaci
    - Семейство Бекасовые (Scolopacidae)

  - Подотряд Thinocori
    - Семейство Цветные бекасы (Rostratulidae)
    - Семейство Якановые (Jacanidae)
    - Семейство Зобатые бегунки (Thinocoridae)
    - Семейство Австралийские странники (Pedionomidae)

  - Подотряд Lari
    - Семейство Чайковые (Laridae)
    - Семейство Чистиковые (Alcidae)
    - Семейство Поморниковые (Stercorariidae)
    - Семейство Тиркушковые (Glareolidae)
    - Семейство Рачьи ржанки (Dromadidae)

  - Подотряд Turnici
    - Семейство Трёхпёрстки (Turnicidae)

  - Подотряд Chionidi
    - Семейство Авдотковые (Burhinidae)
    - Семейство Белые ржанки (Chionidae)
    - Семейство Магеллановы ржанки (Pluvianellidae)

  - Подотряд Charadrii
    - Семейство Серпоклювы (Ibidorhynchidae)
    - Семейство Шилоклювковые (Recurvirostridae)
    - Семейство Кулики-сороки (Haematopodidae)
    - Семейство Ржанковые (Charadriidae)
    - Семейство Pluvianidae

Международный союз орнитологов относит к отряду 19 семейств, 90 родов и 392 вида.